# مسجد دولماباغچه
مسجد دولماباغچه یکی از مساجد سرشناس در استانبول، ترکیه است. این مسجد توسط مادر ملکه، بزمی آلم ولیده سلطان راه‌اندازی شد.

## نگارخانه

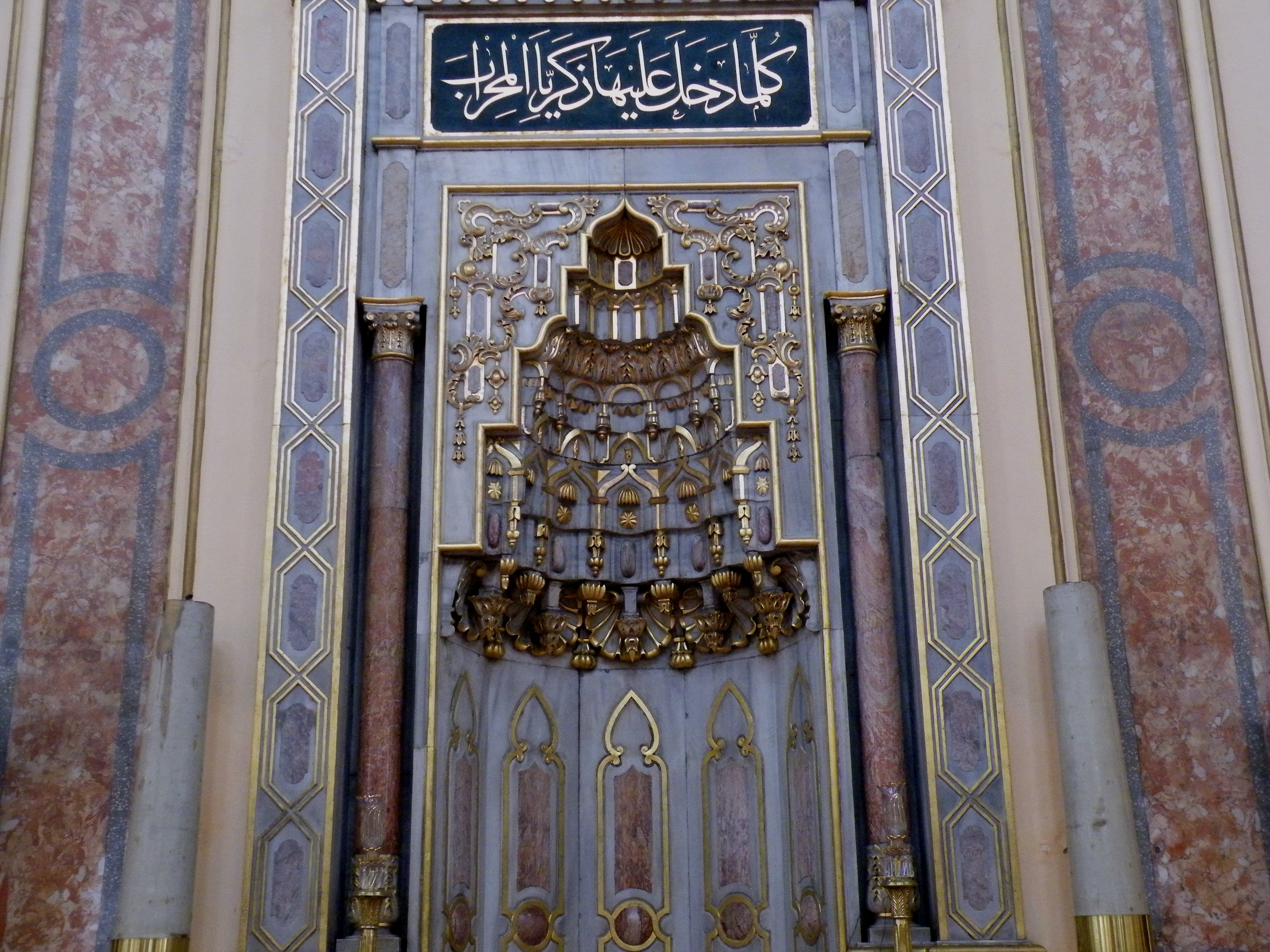
جزئیات محراب در داخل مسجد
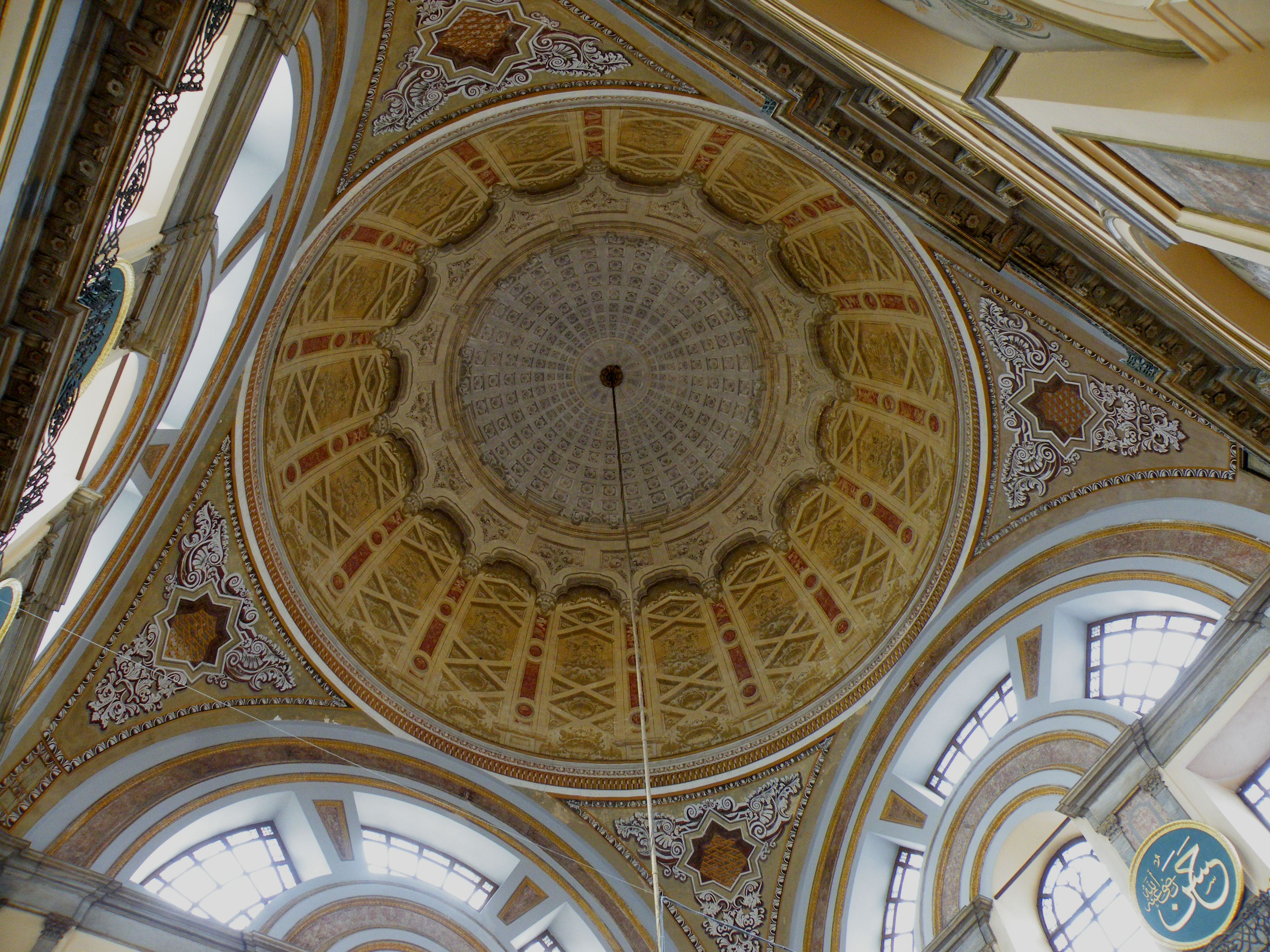
گنبد مسجد
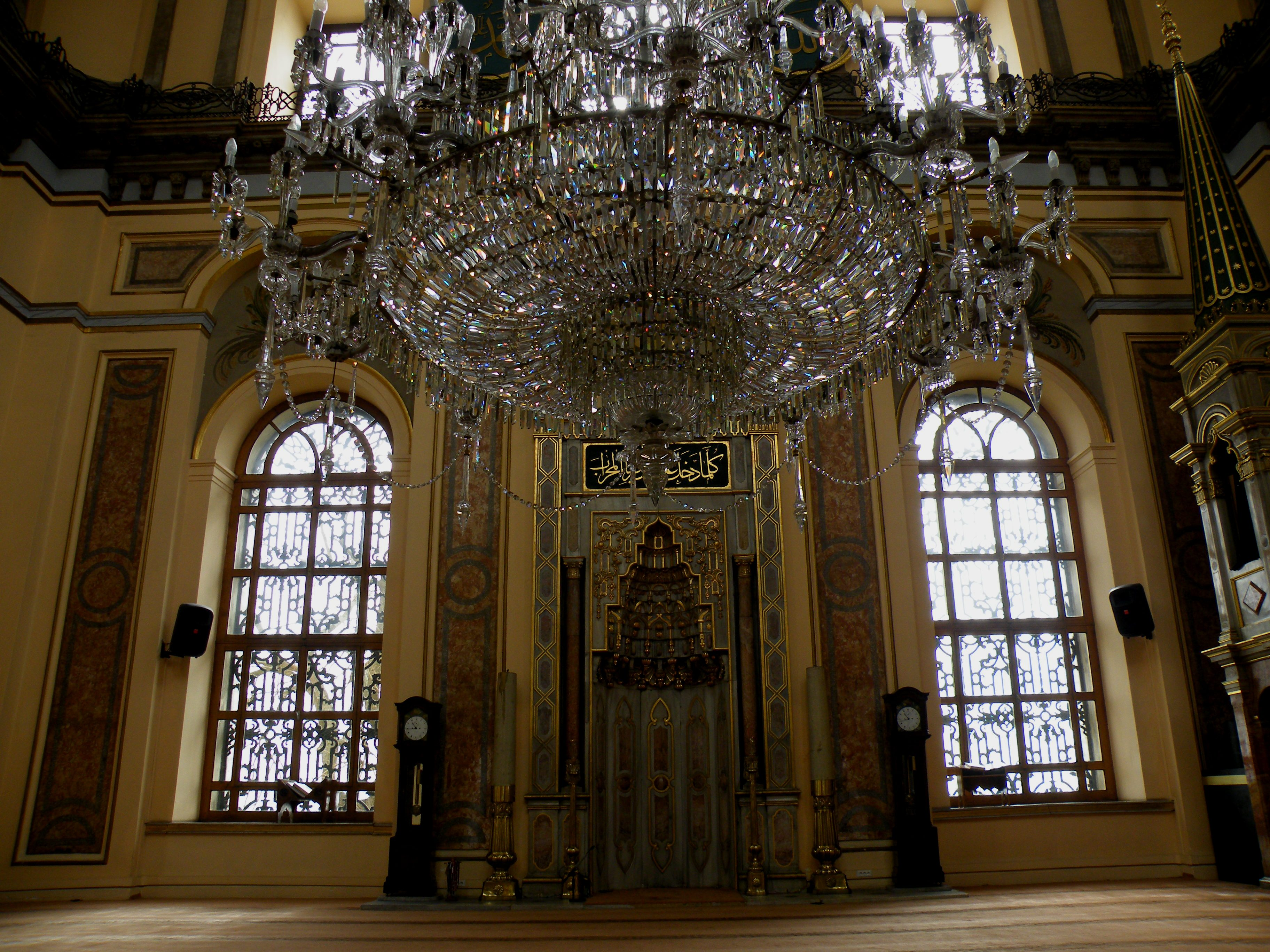
نمایی دیگر از محراب مسجد
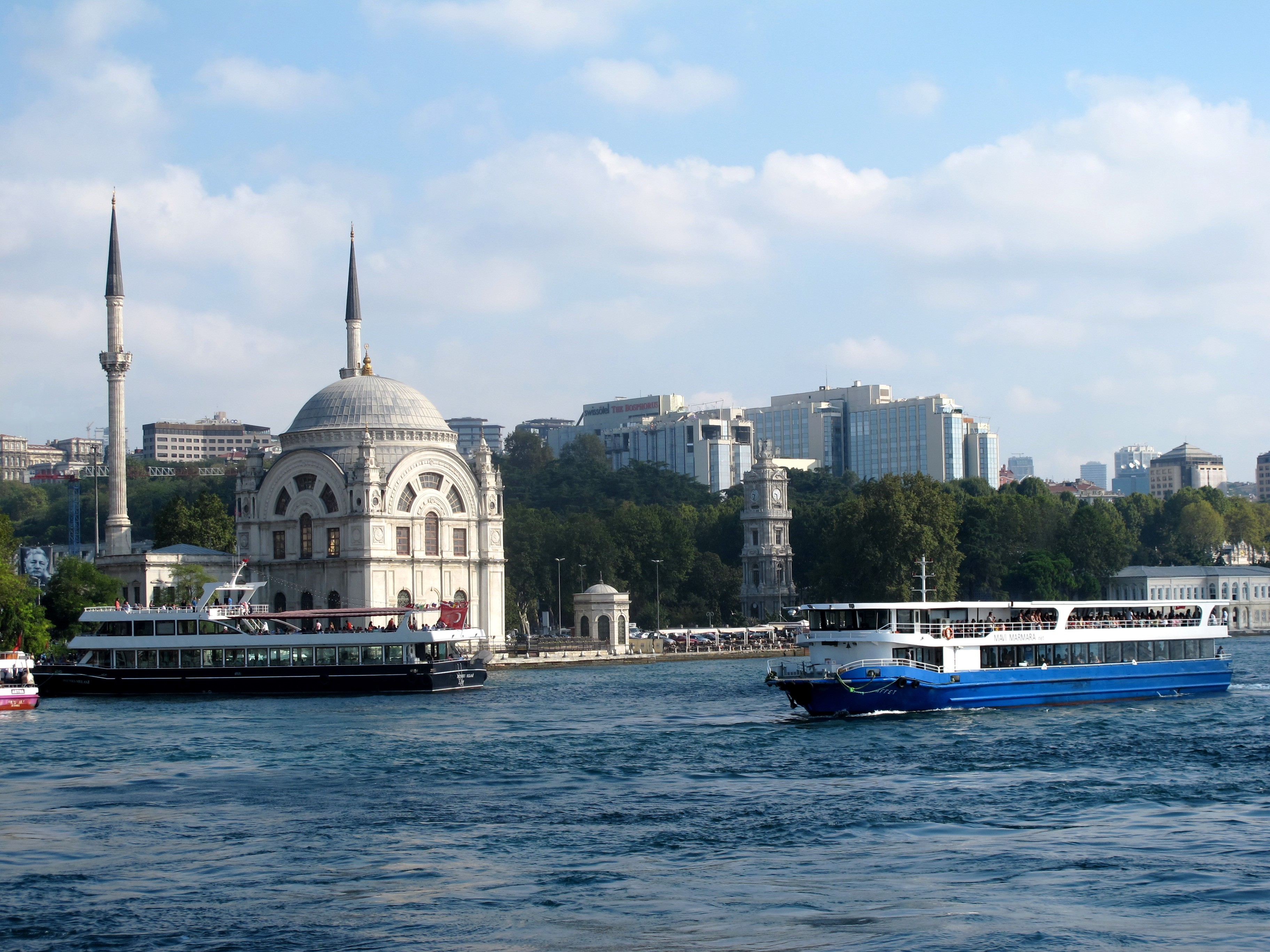
نمایی از مسجد دولماباغچه از سمت دریا